# Стежки Алтаю
«Стежки Алтаю» (рос. «Тропы Алтая») — радянський художній фільм 1963 року, знятий режисером Георгієм Побєдоносцевим на Кіностудії ім. М. Горького.

## Сюжет
За однойменним романом С. Залигіна

## У ролях
- Володимир Ємельянов — Вершинін
- Раїса Недашківська — Рита
- Ігор Сретенський — Лев Реутський
- Володимир Пєшкін — Андрій Вершинін
- І. Болотникова — Онєжка
- Юрій Леонідов — Рязанцев
- Володимир Прохоров — Лопарєв
- О. Бертенєва — епізод
- Тамара Логінова — Поліна
- Анна Волгіна — Єгорівна
- Володимир Муравйов — професор
- Григорій Плужник — Шаров
- Всеволод Тягушев — Парамонов
- Ілля Хорунженко — Саморуков
- Олексій Зубов — епізод
- Клавдія Хабарова — Олена Парамонівна
- Зоя Василькова — епізод
- Анна Строганова — Дар'я
- Олександр Лук'янов — шофер
- Костянтин Сєвєрний — епізод
- Микола Юдін — п'яний шорник
- Микола Толкачов — Корабельников

## Знімальна група
- Режисер — Георгій Побєдоносцев
- Сценаристи — Георгій Побєдоносцев, Сергій Залигін
- Оператор — Михайло Бруєвич
- Композитор — Павло Чекалов